# Cliona michelini
Cliona michelini är en svampdjursart som beskrevs av Topsent 1887. Cliona michelini ingår i släktet Cliona och familjen borrsvampar.
Artens utbredningsområde är havet utanför Indien. Inga underarter finns listade i Catalogue of Life.